# 半嶺当泰
半嶺 当泰（はんみね とうたい、1929年〈昭和4年〉9月5日 - 2019年〈平成31年〉4月14日）は、日本の政治家。元沖縄県石垣市長（1期）。

## 来歴
石垣市生まれ。旧制沖縄県立八重山中学校卒。琉球大学語学部国語科中退。自治大学第二部課程修了。石垣市大浜支所総務課長や議会事務局長などを歴任した。1970年（昭和45年）石垣市議会議員に当選し、5期務めた。この間、1982年（昭和57年）9月から1990年（平成2年）3月まで第11・12代市議会議長を務めた。

### 1990年石垣市長選挙
1990年（平成2年）、任期途中で市議を辞職した。同年の市長選挙に立候補して、5選を現職の内原英郎を破って初当選を果たした。
※当日有権者数：-人 最終投票率：88.85%（前回比：-pts）
| 候補者名 | 年齢 | 所属党派 | 新旧別 | 得票数   | 得票率 | 推薦・支持 |
| -------- | ---- | -------- | ------ | -------- | ------ | ---------- |
| 半嶺当泰 | 60   | -        | 新     | 12,178票 | 50.25% | -          |
| 内原英郎 | 68   | -        | 現     | 12,057票 | 49.75% | -          |

### 1994年石垣市長選挙
1994年（平成6年）の市長選に再選を目指して立候補したが、元沖縄県立八重山病院長の大濱長照に敗れた。
※当日有権者数：-人 最終投票率：90.88%（前回比： 2.03pts）
| 候補者名 | 年齢 | 所属党派 | 新旧別 | 得票数   | 得票率 | 推薦・支持 |
| -------- | ---- | -------- | ------ | -------- | ------ | ---------- |
| 大濱長照 | 46   | -        | 新     | 13,741票 | 62.81% | -          |
| 半嶺当泰 | 64   | -        | 現     | 8,136票  | 37.19% | -          |

2019年（平成31年）4月14日、老衰のため北中城村の中部徳洲会病院で死去した。

## 栄典
- 2002年（平成14年）- 勲四等旭日小綬章[2]